# Стефан Нови
Преподобни Стефан Нови је православни светитељ из 8. века.
Рођен је у Цариграду у време цара Анастасија II. Родитељи беху побожни и сиромахољубиви људи. Крстио га је лично патријарх Германа Цариградски.
Након Анастасија II на царски престо долази Теодосије, а после Теодосија Лав Исавријанин који је подржао иконоборачку јерес.
Свети Герман, патријарх Цариградски, се супротставио иконоборачком деловању цара Лава и због тога био прогнан, а на његово место постављен је Анастасије који је подржао ову јерес. И многи епископи и клирици трпели су у то време разна мучења због поштовања светих икона.
У то време и родитељи блаженога Стефана хтели су да избегну из Цариграда због жестоког гоњења православних, али су чекали да им син порасте, да би га посветили на службу Богу у монашком чину, као што су обећали Мајци Божјој. Замонашио се Авксентијевој Гори у Витинији.
У то време умре цар Лав Исавријанин. На престо ступи његов син Константин Копроним који је још страшније прогонио Цркву притискајући је да одбаци свете иконе.
Многи православни хришћани су од прогона бежали на Авксентијеву Гору, склањајући се код преподобног Стефана. Он их је тешио својим речима и учио их да чврсто стоје у побожносту, не бојећи се чак и крв своју пролити за свете иконе. Моноги монаси који су чврсто бранили Православље, су побијени, а њихови манастири опустошени. 754. година цар Копроним  сазвао је у Цариграду иконоборачки сабор, на коме присуствоваху 338 источних епископа, али ни једнога патријарха осим лажног патријарха Цариградског Константина, јеретика и једномишљеника царевог. За место одржавања сабора одређена је чувена Влахернска црква Пресвете Богородице, која је претходно опустошена. Након дугих разговора и препирања, цар је приволео епископе да се сложе са њим и прихвате иконоборство. Касније, на Седмом Васељенском Сабору, одржаном у време цара Константина Млађег и његове мајке Ирине, они су се с покајањем одрекли иконоборачке јереси.
Стефан је био један од ретких игумана који је одбио да се покори цару и да потпише одлуке иконоборског сабора. Због тога је одведен у манастир Трихинарију у подножју Горе, и тамо затворен у тамницу.
Након тога преебачен је на острво Приконис. Тамо је Стефан чино разна чуда, што је подстакло злог цара на силан гњев и јарост и он намисли да светитеља убије, због чега нареди да га најпре окују у ланце, да му ноге забију у кладе и да га затворе у тесну и мрачну тамницу, звану Фиалска. Преподобни Стефан, је тамо оптужен да је тамницу претворио у манастир и својим учењем обмануо многе који долазе к њему. Цар Константин наредио је да га муче и на крају убију.
Стефан је пострадао 28. новембра, у педесет трећој години живота. 
Православна црква врши спомен преподобног Стефана Новог 28. новембра.